# Lista de deputados federais do Brasil da 57.ª legislatura
Esta é a lista de deputados federais do Brasil eleitos para a 57.ª e atual legislatura da Câmara dos Deputados nas eleições gerais de 2022, que irão assumir seus mandatos entre 1.º de fevereiro de 2023 e 31 de janeiro de 2027. A lista menciona, além dos deputados, o partido pelo qual foram eleitos e a quantidade de votos que receberam.

## Mesa diretora

### Primeiro biênio
A eleição para presidente e para os demais cargos da mesa diretora ocorreu com o início da legislatura. Arthur Lira (PP) foi reeleito para o cargo com 464 votos, derrotando Chico Alencar (PSOL), com 21 votos e Marcel van Hattem (NOVO), com 19 votos. Foram registrados 5 votos em branco.
| Cargo               | Nome                | Partido      | Estado             |
| ------------------- | ------------------- | ------------ | ------------------ |
| Presidente          | Arthur Lira         | PP           | Alagoas            |
| 1.º vice-presidente | Marcos Pereira      | Republicanos | São Paulo          |
| 2.º vice-presidente | Sóstenes Cavalcante | PL           | Rio de Janeiro     |
| 1.º secretário      | Luciano Bivar       | UNIÃO        | Pernambuco         |
| 2.ª secretária      | Maria do Rosário    | PT           | Rio Grande do Sul  |
| 3.º secretário      | Júlio César Lima    | PSD          | Piauí              |
| 4.º secretário      | Lucio Mosquini      | MDB          | Rondônia           |
| 1.º suplente        | Gilberto Nascimento | PSD          | São Paulo          |
| 2.º suplente        | Pompeo de Mattos    | PDT          | Rio Grande do Sul  |
| 3.º suplente        | Beto Pereira        | PSDB         | Mato Grosso do Sul |
| 4.º suplente        | André Ferreira      | PL           | Pernambuco         |

### Segundo biênio
A eleição para presidente e demais cargos da mesa diretora do segundo biênio da 57ª legislatura ocorreu em 1° de fevereiro de 2025. Hugo Motta (Republicanos-PB) foi eleito para o cargo com 444 votos, em bloco apoiado por 17 partidos. Derrotou Marcel van Hattem (NOVO-RS), com 31 votos e Pastor Henrique Vieira (PSOL-RJ), com 22 votos. Foram registrados 2 votos em branco.
| Cargo               | Nome                     | Partido      | Estado         |
| ------------------- | ------------------------ | ------------ | -------------- |
| Presidente          | Hugo Motta               | Republicanos | Paraíba        |
| 1.º vice-presidente | Altineu Côrtes           | PL           | Rio de Janeiro |
| 2.º vice-presidente | Elmar Nascimento         | UNIÃO        | Bahia          |
| 1.º secretário      | Carlos Veras             | PT           | Pernambuco     |
| 2.° secretário      | Lula da Fonte            | PP           | Pernambuco     |
| 3.ª secretária      | Delegada Katarina        | PSD          | Sergipe        |
| 4.º secretário      | Sergio Souza             | MDB          | Paraná         |
| 1.º suplente        | Antonio Carlos Rodrigues | Sem partido  | São Paulo      |
| 2.º suplente        | Paulo Folletto           | PSB          | Espírito Santo |
| 3.º suplente        | Doutor Victor            | PODE         | Espírto Santo  |
| 4.º suplente        | Paulo Alexandre Barbosa  | PSDB         | São Paulo      |

## Partidos políticos
| Partido/Federação                          | Líder                         | Número de deputados | Posição       | Ref         |
| ------------------------------------------ | ----------------------------- | ------------------- | ------------- | ----------- |
| PL                                         | Sóstenes Cavalcante (RJ)      | 86 / 513            | Oposição      | [ 5 ]       |
| FE Brasil (PT, PCdoB, PV)                  | Lindbergh Farias (PT-RJ)      | 80 / 513            | Governo       | 33          |
| UNIÃO                                      | Pedro Lucas Fernandes (MA)    | 59 / 513            | Governo       | [ 5 ]       |
| PP                                         | Doutor Luizinho (RJ)          | 50 / 513            | Governo       | [ 5 ]       |
| PSD                                        | Antonio Brito (BA)            | 45 / 513            | Governo       | [ 5 ]       |
| Republicanos                               | Gilberto Abramo (MG)          | 44 / 513            | Independente  | [ 5 ]       |
| MDB                                        | Isnaldo Bulhões (AL)          | 42 / 513            | Governo       | [ 5 ]       |
| Federação PSDB Cidadania (PSDB, Cidadania) | Adolfo Viana (PSDB-BA)        | 18 / 513            | —             | [ 5 ]       |
| PODE                                       | Rodrigo Gambale (SP)          | 17 / 513            | —             | [ 5 ]       |
| PDT                                        | Mário Heringer (MG)           | 16 / 513            | Independente  | [ 7 ] [ 5 ] |
| PSB                                        | Pedro Campos (PE)             | 16 / 513            | Governo       | [ 5 ]       |
| Federação PSOL REDE (PSOL, REDE)           | Talíria Petrone (PSOL-RJ)     | 15 / 513            | Governo       | [ 5 ]       |
| Avante                                     | Luis Tibé (MG)                | 7 / 513             | —             | [ 5 ]       |
| PRD                                        | Fred Costa (MG)               | 5 / 513             | —             | [ 5 ]       |
| Solidariedade                              | Aureo Ribeiro (RJ)            | 5 / 513             | Governo       | [ 5 ]       |
| NOVO                                       | Adriana Ventura (SP)          | 5 / 513             | Oposição      | [ 5 ]       |
| Sem partido                                | Antonio Carlos Rodrigues (SP) | 1 / 513             | Não se aplica | [ 5 ]       |

## Deputados por unidade da federação
Nota: Caso um partido esteja envolvido em uma federação, está notada em parênteses.

### Acre
| Nome | Nome                | Partido      | Votos nominais | Nota                                                                                       | Ref   |
| ---- | ------------------- | ------------ | -------------- | ------------------------------------------------------------------------------------------ | ----- |
|      | Socorro Neri        | PP           | 25.842         |                                                                                            | [ 8 ] |
|      | Meire Serafim       | UNIÃO        | 21.285         |                                                                                            | [ 8 ] |
|      | Col. Ulysses Araújo | UNIÃO        | 21.075         |                                                                                            | [ 8 ] |
|      | Zezinho Barbary     | PP           | 19.958         |                                                                                            | [ 8 ] |
|      | Dr. Eduardo Velloso | UNIÃO        | 16.786         | Licenciado para tratar de assuntos pessoais, sendo substituído por Fábio Rueda (UNIÃO).    | [ 8 ] |
|      | Antônia Lúcia       | Republicanos | 16.280         |                                                                                            | [ 8 ] |
|      | Roberto Duarte Jr.  | Republicanos | 14.522         |                                                                                            | [ 8 ] |
|      | Zé Adriano          | PP           | 10.623         | Suplente, assumiu após a renúncia de Gerlen Diniz (PP), eleito prefeito de Sena Madureira. | [ 8 ] |

### Alagoas
| Nome | Nome             | Partido        | Votos nominais | Nota | Ref    |
| ---- | ---------------- | -------------- | -------------- | ---- | ------ |
|      | Arthur Lira      | PP             | 219.452        |      | [ 10 ] |
|      | Alfredo Gaspar   | UNIÃO          | 102.039        |      | [ 10 ] |
|      | Luciano Amaral   | PV (FE Brasil) | 101.508        |      | [ 10 ] |
|      | Marx Beltrão     | PP             | 88.512         |      | [ 10 ] |
|      | Isnaldo Bulhões  | MDB            | 83.965         |      | [ 10 ] |
|      | Paulão do PT     | PT (FE Brasil) | 65.814         |      | [ 10 ] |
|      | Daniel Barbosa   | PP             | 63.385         |      | [ 10 ] |
|      | Del. Fabio Costa | PP             | 60.767         |      | [ 10 ] |
|      | Rafael Brito     | MDB            | 58.134         |      | [ 10 ] |

### Amapá
| Nome | Nome               | Partido | Votos nominais | Nota | Ref    |
| ---- | ------------------ | ------- | -------------- | ---- | ------ |
|      | Josenildo Abrantes | PDT     | 27.112         |      | [ 11 ] |
|      | Acácio Favacho     | MDB     | 24.064         |      | [ 11 ] |
|      | Vinícius Gurgel    | PL      | 13.253         |      | [ 11 ] |
|      | Dorinaldo Malafaia | PDT     | 11.473         |      | [ 11 ] |
|      | Sonize Barbosa     | PL      | 9.200          |      | [ 11 ] |
|      | Professora Goreth  | PDT     | 8.409          |      | [ 11 ] |
|      | Doutor Pupio       | MDB     | 5.787          |      | [ 11 ] |
|      | Sílvia Waiãpi      | PL      | 5.435          |      | [ 11 ] |

### Amazonas
| Nome | Nome                 | Partido                    | Votos nominais | Nota | Ref    |
| ---- | -------------------- | -------------------------- | -------------- | --- | ------ |
|      | Amom Mandel          | Cidadania (PSDB Cidadania) | 288.555        | | [ 12 ] |
|      | Capitão Alberto Neto | PL                         | 147.846        | | [ 12 ] |
|      | Saullo Vianna        | UNIÃO                      | 127.287        | Assumiu a Secretaria Municipal da Mulher, Assistência Social e Cidadania de Manaus, sendo substituído por Pauderney Avelino (UNIÃO).                 | [ 12 ] |
|      | Silas Câmara         | Republicanos               | 125.068        | | [ 12 ] |
|      | Átila Lins           | PSD                        | 102.401        | | [ 12 ] |
|      | Sidney Leite         | PSD                        | 102.181        | | [ 12 ] |
|      | Adail Filho          | Republicanos               | 90.028         | | [ 12 ] |
|      | Fausto Junior        | UNIÃO                      | 87.876         | Assumiu a Secretaria de Desenvolvimento Urbano do Amazonas em janeiro de 2023, sendo substituído por Pauderney Avelino (UNIÃO) até novembro de 2024. | [ 12 ] |

### Bahia
| Nome | Nome                     | Partido               | Votos nominais | Nota | Ref    |
| ---- | ------------------------ | --------------------- | -------------- | --- | ------ |
|      | Otto Alencar Filho       | PSD                   | 200.909        | | [ 16 ] |
|      | Elmar Nascimento         | UNIÃO                 | 175.439        | | [ 16 ] |
|      | Diego Coronel            | PSD                   | 171.684        | | [ 16 ] |
|      | Antonio Brito            | PSD                   | 165.386        | | [ 16 ] |
|      | Neto Carletto            | Avante                | 164.655        | Eleito pelo PP                                                                                          | [ 16 ] |
|      | Roberta Roma             | PL                    | 160.731        | | [ 16 ] |
|      | Claudio Cajado           | PP                    | 154.098        | | [ 16 ] |
|      | Mário Negromonte Júnior  | PP                    | 147.711        | | [ 16 ] |
|      | Léo Prates               | PDT                   | 143.763        | | [ 16 ] |
|      | Deputado Dal             | UNIÃO                 | 140.435        | | [ 16 ] |
|      | Gabriel Nunes            | PSD                   | 138.448        | | [ 16 ] |
|      | Paulo Azi                | UNIÃO                 | 137.383        | | [ 16 ] |
|      | Ricardo Maia             | MDB                   | 136.834        | | [ 16 ] |
|      | Jorge Solla              | PT (FE Brasil)        | 128.968        | | [ 16 ] |
|      | Zé Neto                  | PT (FE Brasil)        | 128.439        | Licenciado para disputar a prefeitura de Feira de Santana, foi substituído por Elisângela Araújo (PT)   | [ 16 ] |
|      | Daniel Almeida           | PCdoB (FE Brasil)     | 125.374        | | [ 16 ] |
|      | Alice Portugal           | PCdoB (FE Brasil)     | 124.358        | | [ 16 ] |
|      | Adolfo Viana             | PSDB (PSDB Cidadania) | 123.199        | | [ 16 ] |
|      | Márcio Marinho           | Republicanos          | 118.904        | | [ 16 ] |
|      | Afonso Florence          | PT (FE Brasil)        | 118.021        | Assumiu a Secretaria Estadual da Casa Civil da Bahia, sendo substituído por Josias Gomes (PT)           | [ 16 ] |
|      | Sérgio Brito             | PSD                   | 116.960        | Assumiu a Secretaria Estadual de Infraestrutura da Bahia, sendo substituído por Charles Fernandes (PSD) | [ 16 ] |
|      | Waldenor Pereira         | PT (FE Brasil)        | 113.110        | | [ 16 ] |
|      | Lídice da Mata           | PSB                   | 112.385        | | [ 16 ] |
|      | Bacelar Batista          | PV (FE Brasil)        | 110.787        | | [ 16 ] |
|      | Arthur Oliveira Maia     | UNIÃO                 | 108.672        | | [ 16 ] |
|      | Paulo Magalhães          | PSD                   | 107.093        | | [ 16 ] |
|      | Alex Santana             | Republicanos          | 106.940        | | [ 16 ] |
|      | Ivoneide Caetano         | PT (FE Brasil)        | 105.885        | | [ 16 ] |
|      | Joseildo Ramos           | PT (FE Brasil)        | 104.228        | | [ 16 ] |
|      | João Leão                | PP                    | 102.376        | | [ 16 ] |
|      | Capitão Alden            | PL                    | 95.151         | | [ 16 ] |
|      | João Bacelar Filho       | PL                    | 90.229         | | [ 16 ] |
|      | Valmir Assunção          | PT (FE Brasil)        | 90.148         | | [ 16 ] |
|      | Rogéria Santos           | Republicanos          | 82.012         | | [ 16 ] |
|      | Leur Lomanto Jr.         | UNIÃO                 | 82.004         | | [ 16 ] |
|      | José Rocha               | UNIÃO                 | 78.833         | | [ 16 ] |
|      | Pastor Sargento Isidório | Avante                | 77.164         | | [ 16 ] |
|      | Félix Mendonça Jr.       | PDT                   | 71.774         | | [ 16 ] |
|      | Raimundo Costa           | PODE                  | 53.486         | | [ 16 ] |

### Ceará
| Nome | Nome                  | Partido        | Votos nominais | Nota | Ref    |
| ---- | --------------------- | -------------- | -------------- | --- | ------ |
|      | André Fernandes       | PL             | 229.509        | Licenciado para disputar a prefeitura de Fortaleza, sendo substituído por Mayra Pinheiro (PL).                                 | [ 18 ] |
|      | Júnior Mano           | PSB            | 216.531        | Licenciado por 120 dias, sendo substituído por Tadeu Oliveira (PL). Eleito pelo PL.                                            | [ 18 ] |
|      | Célio Studart         | PSD            | 205.106        | Assumiu a Secretaria de Proteção Animal do Ceará, sendo substituído por Eliane Braz (PSD) e em seguida por Naumi Amorim (PSD). | [ 18 ] |
|      | Eunício Oliveira      | MDB            | 188.289        | Licenciado por 121 dias, sendo substituído por Nelinho Freitas (MDB).                                                          | [ 18 ] |
|      | Idilvan Alencar       | PDT            | 187.433        | | [ 18 ] |
|      | José Nobre Guimarães  | PT (FE Brasil) | 186.136        | | [ 18 ] |
|      | Luizianne Lins        | PT (FE Brasil) | 182.232        | | [ 18 ] |
|      | Domingos Neto         | PSD            | 175.074        | | [ 18 ] |
|      | AJ Albuquerque        | PP             | 155.456        | | [ 18 ] |
|      | Robério Monteiro      | PDT            | 151.030        | Assumiu a Secretaria Estadual de Recursos Hídricos do Ceará, sendo substituído por Leônidas Cristino (PDT)                     | [ 18 ] |
|      | Matheus Noronha       | PL             | 150.823        | | [ 18 ] |
|      | Mauro Benevides Filho | PDT            | 135.038        | | [ 18 ] |
|      | Fernanda Pessoa       | UNIÃO          | 121.469        | | [ 18 ] |
|      | Moses Rodrigues       | UNIÃO          | 113.294        | | [ 18 ] |
|      | André Figueiredo      | PDT            | 111.886        | | [ 18 ] |
|      | Eduardo Bismarck      | PDT            | 102.287        | Licenciado para tratar de assuntos pessoais, sendo substituído por Enfermeira Ana Paula (PODE).                                | [ 18 ] |
|      | Luiz Gastão           | PSD            | 96.537         | | [ 18 ] |
|      | Yury do Paredão       | MDB            | 90.425         | Licenciado para tratar de assuntos pessoais, foi substituído por Priscila Costa (PL). Eleito pelo PL.                          | [ 18 ] |
|      | Danilo Forte          | UNIÃO          | 88.470         | | [ 18 ] |
|      | José Airton           | PT (FE Brasil) | 82.274         | | [ 18 ] |
|      | Dr. Jaziel Pereira    | PL             | 79.358         | | [ 18 ] |
|      | Dayany Bittencourt    | UNIÃO          | 54.526         | | [ 18 ] |

### Distrito Federal
| Nome | Nome                  | Partido        | Votos nominais | Nota | Ref    |
| ---- | --------------------- | -------------- | -------------- | --- | ------ |
|      | Bia Kicis             | PL             | 214.733        | | [ 26 ] |
|      | Fred Linhares         | Republicanos   | 165.358        | | [ 26 ] |
|      | Erika Kokay           | PT (FE Brasil) | 146.092        | | [ 26 ] |
|      | Rafael Prudente       | MDB            | 121.307        | | [ 26 ] |
|      | Julio César Ribeiro   | Republicanos   | 76.274         | Assumiu a Secretaria de Estado de Esporte e Lazer do Distrito Federal, sendo substituído por Professor Paulo Fernando (Republicanos) | [ 26 ] |
|      | Prof. Reginaldo Veras | PV (FE Brasil) | 54.557         | | [ 26 ] |
|      | Alberto Fraga         | PL             | 28.825         | | [ 26 ] |
|      | Gilvan Maximo         | Republicanos   | 20.923         | | [ 26 ] |

### Espírito Santo
| Nome | Nome                | Partido        | Votos nominais | Nota | Ref    |
| ---- | ------------------- | -------------- | -------------- | ---- | ------ |
|      | Helder Salomão      | PT (FE Brasil) | 120.337        |      | [ 27 ] |
|      | Gilvan Aguiar Costa | PL             | 87.994         |      | [ 27 ] |
|      | Evair de Melo       | PP             | 75.034         |      | [ 27 ] |
|      | Gilson Daniel       | PODE           | 74.215         |      | [ 27 ] |
|      | Josias da Vitória   | PP             | 71.779         |      | [ 27 ] |
|      | Doutor Victor       | PODE           | 53.483         |      | [ 27 ] |
|      | Amaro Neto          | Republicanos   | 52.375         |      | [ 27 ] |
|      | Jack Rocha          | PT (FE Brasil) | 51.317         |      | [ 27 ] |
|      | Paulo Foletto       | PSB            | 48.776         |      | [ 27 ] |
|      | Messias Donato      | Republicanos   | 42.640         |      | [ 27 ] |

### Goiás
| Nome | Nome                   | Partido               | Votos nominais | Nota                                                                     | Ref           |
| ---- | ---------------------- | --------------------- | -------------- | ------------------------------------------------------------------------ | ------------- |
|      | Silvye Alves           | UNIÃO                 | 254.653        |                                                                          | [ 28 ]        |
|      | Gustavo Gayer          | PL                    | 200.586        |                                                                          | [ 28 ]        |
|      | Flávia Morais          | PDT                   | 142.155        |                                                                          | [ 28 ]        |
|      | Glaustin Fokus         | PODE                  | 117.981        | Eleito pelo PSC. Licenciado, foi substituído por Samuel Santos (PODE)    | [ 28 ]        |
|      | José Nelto             | UNIÃO                 | 104.504        | Eleito pelo PP                                                           | [ 29 ]        |
|      | Del. Adriana Accorsi   | PT (FE Brasil)        | 96.714         |                                                                          | [ 28 ]        |
|      | Adriano do Baldy       | PP                    | 95.518         |                                                                          | [ 28 ]        |
|      | Célio Silveira         | MDB                   | 92.469         | Licenciado por motivos de saúde, foi substituído por Márcio Corrêa (MDB) | [ 28 ] [ 30 ] |
|      | Professor Alcides      | PL                    | 90.162         |                                                                          | [ 28 ]        |
|      | Zacharias Calil        | UNIÃO                 | 87.919         |                                                                          | [ 28 ]        |
|      | Rubens Otoni           | PT (FE Brasil)        | 83.539         |                                                                          | [ 28 ]        |
|      | Magda Mofatto          | PRD                   | 81.996         | Eleita pelo PL                                                           | [ 28 ] [ 31 ] |
|      | Marussa Boldrin        | MDB                   | 80.464         |                                                                          | [ 28 ]        |
|      | Daniel Agrobom         | PL                    | 70.529         |                                                                          | [ 28 ]        |
|      | Jeferson Rodrigues     | Republicanos          | 56.026         | Licenciado, foi substituído por Hildo do Candango (Republicanos)         | [ 28 ]        |
|      | Ismael Alexandrino Jr. | PSD                   | 54.791         |                                                                          | [ 28 ]        |
|      | Lêda Borges            | PSDB (PSDB Cidadania) | 51.346         |                                                                          | [ 28 ]        |

### Maranhão
| Nome | Nome                  | Partido           | Votos nominais | Nota | Ref           |
| ---- | --------------------- | ----------------- | -------------- | --- | ------------- |
|      | Detinha               | PL                | 161.206        | Licenciada, foi substituída por Silvio Antônio (PL). | [ 32 ]        |
|      | Pedro Lucas Fernandes | UNIÃO             | 159.786        | | [ 32 ]        |
|      | Josimar Maranhãozinho | PL                | 158.360        | Licenciado, foi substituído por Paulo Marinho Júnior (PL). | [ 32 ]        |
|      | Juscelino Filho       | UNIÃO             | 142.419        | Assumiu o Ministério das Comunicações, sendo substituído por Ivan Júnior (UNIÃO). A vaga também chegou a ficar ocupada por Dr. Benjamim (UNIÃO) antes de ser eleito prefeito de Açailândia. | [ 32 ]        |
|      | André Fufuca          | PP                | 135.078        | Assumiu o Ministério do Esporte, sendo substituído por Allan Garcês (PP) | [ 32 ]        |
|      | Aluísio Mendes        | Republicanos      | 126.577        | Eleito pelo PSC. Licenciado, foi substituído por Mariana Carvalho (Republicanos) | [ 32 ] [ 33 ] |
|      | Júnior Marreca Filho  | PRD               | 116.246        | Eleito pelo Patriota. Licenciado por quatro meses, foi substituído neste período por Wolmer Araújo (Solidariedade).                                                                         | [ 32 ] [ 34 ] |
|      | Duarte Júnior         | PSB               | 111.019        | | [ 32 ]        |
|      | Amanda Gentil         | PP                | 108.699        | Licenciada, foi substituída por Dr. Remy Soares (PP). | [ 32 ]        |
|      | Márcio Jerry          | PCdoB (FE Brasil) | 106.143        | | [ 32 ]        |
|      | Roseana Sarney        | MDB               | 97.008         | Licenciada para tratamento de saúde, foi substituída por Hildo Rocha (MDB). | [ 32 ]        |
|      | Fábio Macedo          | PODE              | 95.270         | Licenciado por quatro meses, foi substituído neste período por Dr. Gonçalo (PODE). | [ 32 ]        |
|      | Júnior Lourenço       | PL                | 93.123         | Licenciado, foi substituído por Luciano Galego (PL). | [ 32 ]        |
|      | Rubens Pereira Júnior | PT (FE Brasil)    | 91.872         | | [ 32 ]        |
|      | Josivaldo JP          | PSD               | 79.699         | | [ 32 ]        |
|      | Cléber Verde          | MDB               | 70.275         | Eleito pelo Republicanos | [ 32 ]        |
|      | Pastor Gildenemyr     | PL                | 69.530         | Licenciado, foi substituído por Henrique Júnior (PL). | [ 32 ]        |
|      | Márcio Honaiser       | PDT               | 54.547         | Licenciado, foi substituído por Lucyana Genésio (PDT). | [ 32 ]        |

### Mato Grosso
| Nome | Nome                  | Partido | Votos nominais | Nota | Ref                                |
| ---- | --------------------- | ------- | -------------- | --- | ---------------------------------- |
|      | Fábio Garcia          | UNIÃO   | 98.704         | Assumiu a Secretária da Casa Cívil do Mato Grosso, sendo substituído por Gisela Simona (UNIÃO)                                  | [ 37 ] [ 38 ]                      |
|      | José Medeiros         | PL      | 82.182         | | [ 37 ]                             |
|      | Juarez Costa          | MDB     | 77.528         | Licenciado para percorrer o estado, sendo substituído por Flavinha Rodrigues (MDB) e em seguida por Juliana Kolankiewicz (MDB). | [ 37 ] [ 39 ]                      |
|      | Emanuel Pinheiro Neto | MDB     | 74.720         | | [ 37 ]                             |
|      | Coronel Fernanda      | PL      | 60.304         | | [ 37 ]                             |
|      | Nelson Barbudo        | PL      | 53.285         | Suplente, assumiu com a morte de Amália Barros (PL)                                                                             | [ 37 ] [ 40 ] [ 41 ] [ 42 ] [ 43 ] |
|      | Coronel Assis         | UNIÃO   | 47.479         | | [ 37 ]                             |
|      | Rodrigo da Zaeli      | PL      | 6.905          | Suplente, assumiu após a renúncia de Abilio Brunini (PL), eleito prefeito de Cuiabá.                                            | [ 37 ]                             |

### Mato Grosso do Sul
| Nome | Nome                     | Partido               | Votos nominais | Nota | Ref    |
| ---- | ------------------------ | --------------------- | -------------- | ---- | ------ |
|      | Marcos Pollon            | PL                    | 103.111        |      | [ 44 ] |
|      | Beto Pereira             | PSDB (PSDB Cidadania) | 97.872         |      | [ 44 ] |
|      | Dr. Geraldo Resende      | PSDB (PSDB Cidadania) | 96.519         |      | [ 44 ] |
|      | Vander Loubet            | PT (FE Brasil)        | 76.571         |      | [ 44 ] |
|      | Camila Jara              | PT (FE Brasil)        | 56.552         |      | [ 44 ] |
|      | Dagoberto Nogueira Filho | PSDB (PSDB Cidadania) | 48.217         |      | [ 44 ] |
|      | Luiz Ovando              | PP                    | 45.491         |      | [ 44 ] |
|      | Rodolfo Nogueira         | PL                    | 41.773         |      | [ 44 ] |

### Minas Gerais
| Nome | Nome                     | Partido               | Votos nominais | Nota | Ref                  |
| ---- | ------------------------ | --------------------- | -------------- | --- | -------------------- |
|      | Nikolas Ferreira         | PL                    | 1.492.047      | | [ 45 ]               |
|      | André Janones            | Avante                | 238.967        | | [ 45 ]               |
|      | Duda Salabert            | PDT                   | 208.332        | | [ 45 ]               |
|      | Reginaldo Lopes          | PT (FE Brasil)        | 196.760        | | [ 45 ]               |
|      | Rogério Correia          | PT (FE Brasil)        | 185.918        | | [ 45 ]               |
|      | Diego Andrade            | PSD                   | 170.181        | | [ 45 ]               |
|      | Fred Costa               | PRD                   | 158.453        | Eleito pelo Patriota. Licenciado, foi substituído por Felipe Saliba (PRD). | [ 45 ]               |
|      | Zé Vitor                 | PL                    | 152.748        | | [ 45 ]               |
|      | Misael Varella           | PSD                   | 149.398        | | [ 45 ]               |
|      | Rafael Simões            | UNIÃO                 | 144.924        | | [ 45 ]               |
|      | Pinheirinho              | PP                    | 136.575        | | [ 45 ]               |
|      | Paulo Guedes             | PT (FE Brasil)        | 134.494        | | [ 45 ]               |
|      | Odair Cunha              | PT (FE Brasil)        | 129.146        | | [ 45 ]               |
|      | Weliton Prado            | Solidariedade         | 126.214        | Eleito pelo PROS | [ 46 ] [ 45 ]        |
|      | Gilberto Abramo          | Republicanos          | 123.370        | | [ 45 ]               |
|      | Hercílio Coelho Diniz    | MDB                   | 122.819        | | [ 45 ]               |
|      | Rodrigo de Castro        | UNIÃO                 | 122.571        | | [ 45 ]               |
|      | Emidinho Madeira         | PL                    | 119.101        | | [ 45 ]               |
|      | Greyce Elias             | Avante                | 110.346        | | [ 45 ]               |
|      | Luis Tibé                | Avante                | 107.523        | | [ 45 ]               |
|      | Paulo Abi-Ackel          | PSDB (PSDB Cidadania) | 105.383        | | [ 45 ]               |
|      | Newton Cardoso Jr.       | MDB                   | 103.056        | Licenciado por 4 meses, foi substituído por Ulisses Guimarães (MDB). | [ 45 ]               |
|      | Euclydes Pettersen       | Republicanos          | 101.892        | Eleito pelo PSC. Licenciado por 4 meses, sendo substituído por Kátia Dias (Republicanos). A vaga chegou a ser ocupada por Duarte Gonçalves Jr. (Republicanos) entre fevereiro e junho de 2024. | [ 45 ] [ 47 ] [ 48 ] |
|      | Célia Xakriabá           | PSOL (PSOL REDE)      | 101.154        | | [ 45 ]               |
|      | Bruno Farias             | Avante                | 97.246         | | [ 45 ]               |
|      | Stefano Aguiar           | PSD                   | 96.503         | | [ 45 ]               |
|      | Dimas Fabiano            | PP                    | 96.395         | | [ 45 ]               |
|      | Domingos Savio           | PL                    | 90.236         | | [ 45 ]               |
|      | Pedro Aihara             | PRD                   | 89.404         | Eleito pelo Patriota | [ 45 ]               |
|      | Patrus Ananias           | PT (FE Brasil)        | 87.893         | | [ 45 ]               |
|      | Zé Silva                 | Solidariedade         | 86.042         | | [ 45 ]               |
|      | Dandara Tonantzin        | PT (FE Brasil)        | 86.034         | | [ 45 ]               |
|      | Padre João               | PT (FE Brasil)        | 85.718         | | [ 45 ]               |
|      | Aécio Neves              | PSDB (PSDB Cidadania) | 85.341         | | [ 45 ]               |
|      | Doutor Frederico         | PRD                   | 84.771         | Eleito pelo Patriota | [ 45 ]               |
|      | Miguel Ângelo            | PT (FE Brasil)        | 84.173         | | [ 45 ]               |
|      | Mauricio do Vôlei        | PL                    | 83.396         | | [ 45 ]               |
|      | Delegado Marcelo Freitas | UNIÃO                 | 82.894         | | [ 45 ]               |
|      | Leonardo Monteiro        | PT (FE Brasil)        | 81.008         | | [ 45 ]               |
|      | Ana Paula Junqueira Leão | PP                    | 77.990         | | [ 45 ]               |
|      | Eros Biondini            | PL                    | 77.900         | | [ 45 ]               |
|      | Igor Timo                | PSD                   | 74.465         | Eleito pelo PODE. | [ 45 ]               |
|      | Ana Pimentel             | PT (FE Brasil)        | 72.698         | | [ 45 ]               |
|      | Mário Heringer           | PDT                   | 68.717         | Licenciado, foi substituído por Délio Pinheiro (PDT). | [ 45 ]               |
|      | Lafayette Andrada        | Republicanos          | 68.677         | | [ 45 ]               |
|      | Luiz Fernando Faria      | PSD                   | 68.550         | | [ 45 ]               |
|      | Nely Aquino              | PODE                  | 66.866         | | [ 45 ]               |
|      | Samuel Viana             | Republicanos          | 62.704         | Eleito pelo PL | [ 45 ] [ 50 ]        |
|      | Junio Amaral             | PL                    | 59.297         | Licenciado por 120 dias para disputar a prefeitura de Contagem, foi substituído por Gláucia Santiago (PL), a partir de 9 de Julho de 2024. Reassumiu, em 8 de Novembro de 2024.                | [ 45 ]               |
|      | Del. Ione Barbosa        | Avante                | 52.630         | | [ 45 ]               |
|      | Lincoln Portela          | PL                    | 42.328         | | [ 45 ]               |
|      | Rosângela Reis           | PL                    | 42.009         | | [ 45 ]               |
|      | Marcelo Álvaro Antônio   | PL                    | 31.025         | | [ 45 ]               |

### Pará
| Nome | Nome                  | Partido        | Votos nominais | Nota | Ref    |
| ---- | --------------------- | -------------- | -------------- | --- | ------ |
|      | Dra. Alessandra Haber | MDB            | 258.907        | | [ 52 ] |
|      | Éder Mauro            | PL             | 205.543        | | [ 52 ] |
|      | Elcione Barbalho      | MDB            | 175.498        | | [ 52 ] |
|      | José Priante          | MDB            | 167.275        | | [ 52 ] |
|      | Renilce Nicodemos     | MDB            | 162.208        | | [ 52 ] |
|      | Júnior Ferrari        | PSD            | 160.342        | | [ 52 ] |
|      | Dilvanda Faro         | PT (FE Brasil) | 150.065        | | [ 52 ] |
|      | Celso Sabino          | UNIÃO          | 142.326        | Assumiu o Ministério do Turismo em 14 de julho de 2023, sendo substituído pelo Pastor Cláudio Mariano (UNIÃO). A vaga chegou a ser ocupada por Hélio Leite (UNIÃO) antes de ser eleito prefeito de Castanhal. | [ 52 ] |
|      | Antônio Doido         | MDB            | 126.535        | | [ 52 ] |
|      | Keniston Braga        | MDB            | 126.027        | | [ 52 ] |
|      | Andreia Siqueira      | MDB            | 125.004        | | [ 52 ] |
|      | Joaquim Passarinho    | PL             | 122.553        | | [ 52 ] |
|      | Delegado Caveira      | PL             | 106.349        | | [ 52 ] |
|      | Olival Marques        | MDB            | 102.435        | | [ 52 ] |
|      | Airton Faleiro        | PT (FE Brasil) | 79.862         | | [ 52 ] |
|      | Henderson Pinto       | MDB            | 74.746         | | [ 52 ] |
|      | Raimundo Santos       | PSD            | 62.366         | | [ 52 ] |

### Paraíba
| Nome | Nome                | Partido        | Votos nominais | Nota | Ref    |
| ---- | ------------------- | -------------- | -------------- | --- | ------ |
|      | Hugo Motta          | Republicanos   | 158.171        | | [ 54 ] |
|      | Aguinaldo Ribeiro   | PP             | 135.001        | | [ 54 ] |
|      | Cabo Gilberto Silva | PL             | 126.876        | | [ 54 ] |
|      | Mersinho Lucena     | PP             | 114.818        | Licenciado para acompanhar as eleições municipais, foi substituído por Eliza Virgínia (PP).                                    | [ 54 ] |
|      | Romero Rodrigues    | PODE           | 114.573        | Eleito pelo PSC | [ 54 ] |
|      | Murilo Galdino      | Republicanos   | 112.891        | | [ 54 ] |
|      | Wellington Roberto  | PL             | 109.067        | | [ 54 ] |
|      | Ruy Carneiro        | PODE           | 102.531        | Eleito pelo PSC. Licenciado para disputar a prefeitura de João Pessoa, foi substituído por Leonardo Gadelha (PODE).            |        |
|      | Wilson Santiago     | Republicanos   | 84.407         | Assumiu a Secretaria de Representação do Governo da Paraíba em Brasília, sendo substituído por Raniery Paulino (Republicanos). | [ 54 ] |
|      | Gervásio Maia       | PSB            | 69.405         | | [ 54 ] |
|      | Damião Feliciano    | UNIÃO          | 64.023         | | [ 54 ] |
|      | Luiz Couto          | PT (FE Brasil) | 54.851         | | [ 54 ] |

### Paraná
| Nome | Nome                | Partido               | Votos nominais | Nota | Ref           |
| ---- | ------------------- | --------------------- | -------------- | --- | ------------- |
|      | Gleisi Hoffmann     | PT (FE Brasil)        | 261.247        | Assumiu a Secretaria de Relações Institucionais, sendo substituída por Lenir de Assis (PT).                        | [ 56 ] [ 57 ] |
|      | Filipe Barros       | PL                    | 249.507        | | [ 56 ]        |
|      | Beto Preto          | PSD                   | 206.898        | Assumiu a Secretaria Estadual de Saúde do Paraná, sendo substituído por Rodrigo Estacho (PSD)                      | [ 56 ]        |
|      | Sandro Alex         | PSD                   | 168.157        | Assumiu a Secretaria de Estado de Infraestrutura e Logística do Paraná, sendo substituído por Luciano Alves (PSD)  | [ 56 ]        |
|      | Felipe Francischini | UNIÃO                 | 164.342        | | [ 56 ]        |
|      | Sargento Fahur      | PSD                   | 161.500        | | [ 56 ]        |
|      | Fernando Giacobo    | PL                    | 152.342        | | [ 56 ]        |
|      | Del. Matheus Laiola | UNIÃO                 | 132.759        | | [ 56 ]        |
|      | Carol Dartora       | PT (FE Brasil)        | 130.654        | | [ 56 ]        |
|      | Zeca Dirceu         | PT (FE Brasil)        | 123.033        | | [ 56 ]        |
|      | Tião Medeiros       | PP                    | 109.344        | | [ 56 ]        |
|      | Pedro Lupion        | PP                    | 109.043        | | [ 56 ]        |
|      | Ricardo Barros      | PP                    | 107.022        | Assumiu a Secretaria Estadual de Indústria, Comércio e Serviços do Paraná, sendo substituído por Marco Brasil (PP) | [ 56 ]        |
|      | Sergio Souza        | MDB                   | 105.661        | | [ 56 ]        |
|      | Luciano Ducci       | PSB                   | 95.521         | | [ 56 ]        |
|      | Aliel Machado       | PV (FE Brasil)        | 94.839         | | [ 56 ]        |
|      | Tadeu Veneri        | PT (FE Brasil)        | 84.758         | | [ 56 ]        |
|      | Paulo Litro         | PSD                   | 82.707         | | [ 56 ]        |
|      | Leandre Dal Ponte   | PSD                   | 80.359         | Assumiu a Secretaria Estadual da Mulher do Paraná, sendo substituída por Stephanes Júnior (PSD)                    | [ 56 ]        |
|      | Luísa Canziani      | PSD                   | 74.643         | | [ 56 ]        |
|      | Toninho Wandscheer  | PP                    | 74.263         | Eleito pelo PROS                                                                                                   | [ 56 ] [ 58 ] |
|      | Luiz Nishimori      | PSD                   | 73.202         | | [ 56 ]        |
|      | Geraldo Mendes      | UNIÃO                 | 71.990         | Licenciado para disputar a prefeitura de São José dos Pinhais, sendo substituído por Newton Bonin (UNIÃO).         | [ 56 ]        |
|      | Vermelho            | PP                    | 70.790         | Eleito pelo PL | [ 56 ]        |
|      | Diego Garcia        | Republicanos          | 65.416         | | [ 56 ]        |
|      | Beto Richa          | PSDB (PSDB Cidadania) | 64.868         | | [ 56 ]        |
|      | Dilceu Sperafico    | PP                    | 61.689         | | [ 56 ]        |
|      | Nelsinho Padovani   | UNIÃO                 | 57.185         | | [ 56 ]        |
|      | Elton Welter        | PT (FE Brasil)        | 21.118         | Suplente, assumiu com a renúncia de Enio Verri (PT)                                                                | [ 59 ]        |
|      | Luiz Carlos Hauly   | PODE                  | 11.925         | Suplente, assumiu com a cassação de Deltan Dallagnol (PODE)                                                        | [ 60 ]        |

### Pernambuco
| Nome | Nome                   | Partido           | Votos nominais | Nota | Ref    |
| ---- | ---------------------- | ----------------- | -------------- | --- | ------ |
|      | André Ferreira         | PL                | 273.267        | | [ 61 ] |
|      | Clarissa Tércio        | PP                | 240.511        | Licenciada para disputar a prefeitura de Jaboatão dos Guararapes, foi substituída por Michele Collins (PP). | [ 61 ] |
|      | Pedro Campos           | PSB               | 172.526        | | [ 61 ] |
|      | Sílvio Costa Filho     | Republicanos      | 162.056        | Assumiu o Ministério dos Portos e Aeroportos, sendo substituído por Ossesio Silva (Republicanos)            | [ 61 ] |
|      | Fernando Coelho Filho  | UNIÃO             | 155.305        | | [ 61 ] |
|      | Waldemar Oliveira      | Avante            | 141.386        | | [ 61 ] |
|      | Túlio Gadêlha          | REDE (PSOL REDE)  | 134.391        | | [ 61 ] |
|      | Carlos Veras           | PT (FE Brasil)    | 127.482        | | [ 61 ] |
|      | Eduardo da Fonte       | PP                | 124.850        | | [ 61 ] |
|      | Clodoaldo Magalhães    | PV (FE Brasil)    | 110.620        | | [ 61 ] |
|      | Maria Arraes           | Solidariedade     | 104.571        | | [ 61 ] |
|      | Iza Arruda             | MDB               | 103.950        | | [ 61 ] |
|      | Augusto Coutinho       | Republicanos      | 101.142        | | [ 61 ] |
|      | Pastor Eurico          | PL                | 100.811        | | [ 61 ] |
|      | Fernando Monteiro      | PP                | 99.751         | | [ 61 ] |
|      | Eriberto Medeiros      | PSB               | 99.226         | | [ 61 ] |
|      | Lula da Fonte          | PP                | 94.122         | | [ 61 ] |
|      | Lucas Ramos            | PSB               | 85.571         | | [ 61 ] |
|      | Guilherme Uchoa Júnior | PSB               | 84.592         | | [ 61 ] |
|      | Coronel Meira          | PL                | 78.941         | | [ 61 ] |
|      | Felipe Carreras        | PSB               | 76.528         | | [ 61 ] |
|      | Mendonça Filho         | UNIÃO             | 76.022         | | [ 61 ] |
|      | Luciano Bivar          | UNIÃO             | 74.425         | | [ 61 ] |
|      | Fernando Rodolfo       | PL                | 60.088         | | [ 61 ] |
|      | Renildo Calheiros      | PCdoB (FE Brasil) | 59.686         | | [ 61 ] |

### Piauí
| Nome | Nome                   | Partido        | Votos nominais | Nota                                                 | Ref           |
| ---- | ---------------------- | -------------- | -------------- | ---------------------------------------------------- | ------------- |
|      | Julio César Lima       | PSD            | 134.863        |                                                      | [ 62 ]        |
|      | Dr. Francisco          | PT (FE Brasil) | 128.080        |                                                      | [ 62 ]        |
|      | Castro Neto            | PSD            | 127.753        |                                                      | [ 62 ]        |
|      | Júlio Arcoverde        | PP             | 117.669        |                                                      | [ 62 ]        |
|      | Florentino Neto        | PT (FE Brasil) | 105.739        |                                                      | [ 62 ]        |
|      | Flávio Nogueira        | PT (FE Brasil) | 100.151        |                                                      | [ 62 ]        |
|      | Átila Lira Filho       | PP             | 92.791         |                                                      | [ 62 ]        |
|      | Jadyel Alencar         | Republicanos   | 76.292         | Eleito pelo PV                                       | [ 63 ] [ 64 ] |
|      | Marcos Aurélio Sampaio | PSD            | 79.987         |                                                      | [ 62 ]        |
|      | Merlong Solano         | PT (FE Brasil) | 78.889         | Suplente, assumiu com a renúncia de Rejane Dias (PT) | [ 65 ]        |

### Rio de Janeiro
| Nome | Nome                      | Partido           | Votos nominais | Nota | Ref           |
| ---- | ------------------------- | ----------------- | -------------- | --- | ------------- |
|      | Daniela Carneiro          | UNIÃO             | 213.706        | Assumiu o Ministério do Turismo em janeiro de 2023, sendo substituída por Ricardo Abrão (UNIÃO) entre fevereiro e julho de 2023.                                                                   | [ 63 ] [ 66 ] |
|      | Eduardo Pazuello          | PL                | 205.324        | | [ 63 ]        |
|      | Talíria Petrone           | PSOL (PSOL REDE)  | 198.548        | | [ 63 ]        |
|      | Doutor Luizinho           | PP                | 190.071        | Assumiu a Secretaria Estadual de Saúde do Rio de Janeiro, sendo substituído por Luiz Antônio Corrêa (PP)                                                                                           | [ 63 ]        |
|      | Altineu Côrtes            | PL                | 167.512        | | [ 63 ]        |
|      | Tarcísio Motta            | PSOL (PSOL REDE)  | 159.928        | | [ 63 ]        |
|      | Otoni de Paula Jr.        | MDB               | 158.507        | | [ 63 ]        |
|      | Lindbergh Farias          | PT (FE Brasil)    | 152.219        | | [ 63 ]        |
|      | Gutemberg Reis            | MDB               | 133.612        | | [ 63 ]        |
|      | Hélio Lopes               | PL                | 132.986        | | [ 63 ]        |
|      | Soraya Santos             | PL                | 130.379        | | [ 63 ]        |
|      | Chico Alencar             | PSOL (PSOL REDE)  | 115.023        | | [ 63 ]        |
|      | Carlos Jordy              | PL                | 114.587        | Licenciado, foi substituído por Dr. Flávio (PL) | [ 63 ]        |
|      | Benedita da Silva         | PT (FE Brasil)    | 113.831        | | [ 63 ]        |
|      | Marcelo Crivella          | Republicanos      | 110.450        | | [ 63 ]        |
|      | Áureo Ribeiro             | Solidariedade     | 103.321        | | [ 63 ]        |
|      | Daniel Soranz             | PSD               | 98.784         | Assumiu a Secretaria Municipal de Saúde do Rio de Janeiro, sendo substituído inicialmente por Renan Ferreirinha (PSD), em seguida por Jones Moura (PSD) e posteriormente por Marcelo Calero (PSD). | [ 63 ] [ 67 ] |
|      | Roberto Monteiro          | PL                | 94.221         | | [ 63 ]        |
|      | Max Lemos                 | PDT               | 89.507         | Eleito pelo PROS | [ 63 ] [ 68 ] |
|      | Luciano Vieira            | Republicanos      | 84.942         | Eleito pelo PL | [ 63 ] [ 69 ] |
|      | Jandira Feghali           | PCdoB (FE Brasil) | 84.054         | | [ 63 ]        |
|      | Glauber Braga             | PSOL (PSOL REDE)  | 78.048         | | [ 63 ]        |
|      | Pedro Paulo               | PSD               | 76.828         | | [ 63 ]        |
|      | Rosângela Gomes           | Republicanos      | 76.292         | Assumiu a Secretaria Estadual de Assistência Social do Rio de Janeiro, sendo substituída por Luis Carlos Gomes (Republicanos)                                                                      | [ 63 ]        |
|      | Danielle Cunha            | UNIÃO             | 75.810         | | [ 63 ]        |
|      | Marcelo Queiroz           | PP                | 73.728         | | [ 63 ]        |
|      | Eduardo Bandeira de Mello | PSB               | 72.725         | | [ 63 ]        |
|      | Juninho do Pneu           | UNIÃO             | 70.660         | | [ 63 ]        |
|      | Luiz Lima                 | NOVO              | 69.088         | Eleito pelo PL | [ 63 ]        |
|      | Sóstenes Cavalcante       | PL                | 65.443         | | [ 63 ]        |
|      | Marcos Tavares            | PDT               | 62.086         | | [ 63 ]        |
|      | Jorge Braz                | Republicanos      | 59.201         | | [ 63 ]        |
|      | Alexandre Ramagem         | PL                | 59.170         | | [ 63 ]        |
|      | Pr. Henrique Vieira       | PSOL (PSOL REDE)  | 53.933         | | [ 63 ]        |
|      | Chris Tonietto            | PL                | 52.583         | | [ 63 ]        |
|      | Hugo Leal                 | PSD               | 50.067         | Assumiu a Secretaria Estadual de Energia e Economia do Rio de Janeiro, sendo substituído por Caio Vianna (PSD)                                                                                     | [ 63 ] [ 70 ] |
|      | Júlio Lopes               | PP                | 50.019         | | [ 63 ]        |
|      | Murillo Gouvea            | UNIÃO             | 49.921         | | [ 63 ]        |
|      | Laura Carneiro            | PSD               | 48.073         | | [ 63 ]        |
|      | Marcos Soares             | UNIÃO             | 43.533         | | [ 63 ]        |
|      | Ricardo Abrão             | UNIÃO             | 43.219         | Suplente, assumiu após a cassação de Chiquinho Brazão. | [ 63 ]        |
|      | Dimas Gadelha             | PT (FE Brasil)    | 41.238         | | [ 63 ]        |
|      | Bebeto                    | PP                | 41.075         | Eleito pelo PTB | [ 63 ] [ 71 ] |
|      | Reimont Luiz              | PT (FE Brasil)    | 39.325         | | [ 63 ]        |
|      | Enfermeira Rejane         | PCdoB (FE Brasil) | 38.322         | Suplente, assumiu após a renúncia de Washington Quaquá (PT), eleito prefeito de Maricá. | [ 63 ]        |
|      | Sargento Portugal         | PODE              | 33.368         | | [ 63 ]        |

### Rio Grande do Norte
| Nome | Nome               | Partido        | Votos nominais | Nota                                                                                    | Ref    |
| ---- | ------------------ | -------------- | -------------- | --------------------------------------------------------------------------------------- | ------ |
|      | Natália Bonavides  | PT (FE Brasil) | 157.565        |                                                                                         | [ 72 ] |
|      | João Maia          | PP             | 104.254        | Eleito pelo PL                                                                          | [ 72 ] |
|      | Benes Leocádio     | UNIÃO          | 100.693        |                                                                                         | [ 72 ] |
|      | Robinson Faria     | PP             | 97.319         | Eleito pelo PL                                                                          | [ 72 ] |
|      | Fernando Mineiro   | PT (FE Brasil) | 83.481         |                                                                                         | [ 72 ] |
|      | General Girão      | PL             | 76.698         |                                                                                         | [ 72 ] |
|      | Sargento Gonçalves | PL             | 56.315         |                                                                                         | [ 72 ] |
|      | Carla Dickson      | UNIÃO          | 43.191         | Suplente, assumiu após a renúncia de Paulinho Freire (UNIÃO), eleito prefeito de Natal. | [ 72 ] |

### Rio Grande do Sul
| Nome | Nome                  | Partido                    | Votos nominais | Nota | Ref    |
| ---- | --------------------- | -------------------------- | -------------- | --- | ------ |
|      | Tenente Coronel Zucco | PL                         | 259.023        | Eleito pelo Republicanos | [ 74 ] |
|      | Marcel van Hattem     | NOVO                       | 256.913        | | [ 74 ] |
|      | Paulo Pimenta         | PT (FE Brasil)             | 223.109        | Assumiu a Secretaria de Comunicação Social, sendo substituído por Reginete Bispo (PT) até janeiro de 2025.                               | [ 74 ] |
|      | Fernanda Melchionna   | PSOL (PSOL REDE)           | 199.894        | | [ 74 ] |
|      | Giovani Cherini       | PL                         | 162.036        | | [ 74 ] |
|      | Maria do Rosário      | PT (FE Brasil)             | 151.050        | | [ 74 ] |
|      | Mauricio Marcon       | PODE                       | 140.634        | | [ 74 ] |
|      | Bohn Gass             | PT (FE Brasil)             | 131.881        | | [ 74 ] |
|      | Dionilso Marcon       | PT (FE Brasil)             | 129.352        | | [ 74 ] |
|      | Alceu Moreira         | MDB                        | 125.647        | | [ 74 ] |
|      | Lucas Redecker        | PSDB (PSDB Cidadania)      | 119.069        | | [ 74 ] |
|      | Any Ortiz             | Cidadania (PSDB Cidadania) | 119.039        | | [ 74 ] |
|      | Pedro Westphalen      | PP                         | 114.258        | | [ 74 ] |
|      | Covatti Filho         | PP                         | 112.910        | | [ 74 ] |
|      | Afonso Hamm           | PP                         | 109.123        | | [ 74 ] |
|      | Osmar Terra           | PL                         | 103.245        | Eleito pelo MDB. | [ 74 ] |
|      | Carlos Gomes          | Republicanos               | 102.363        | Assumiu a Secretaria de Habitação e Regularização Fundiária do Rio Grande do Sul, sendo substituído por Ronaldo Nogueira (Republicanos). | [ 74 ] |
|      | Pompeo de Mattos      | PDT                        | 100.113        | | [ 74 ] |
|      | Márcio Biolchi        | MDB                        | 99.627         | | [ 74 ] |
|      | Danrlei               | PSD                        | 97.824         | Assumiu a Secretaria Estadual de Esporte e Lazer do Rio Grande do Sul, sendo substituído por Luciano Azevedo (PSD)                       | [ 74 ] |
|      | Alexandre Lindenmeyer | PT (FE Brasil)             | 93.768         | | [ 74 ] |
|      | Daiana Santos         | PCdoB (FE Brasil)          | 88.107         | | [ 74 ] |
|      | Ubiratan Sanderson    | PL                         | 86.690         | | [ 74 ] |
|      | Marcelo Moraes        | PL                         | 84.247         | | [ 74 ] |
|      | Heitor Schuch         | PSB                        | 77.616         | | [ 74 ] |
|      | Daniel Trzeciak       | PSDB (PSDB Cidadania)      | 77.232         | | [ 74 ] |
|      | Bibo Nunes            | PL                         | 76.521         | | [ 77 ] |
|      | Afonso Motta          | PDT                        | 70.307         | | [ 74 ] |
|      | Luiz Carlos Busato    | UNIÃO                      | 57.610         | | [ 74 ] |
|      | Denise Pessôa         | PT (FE Brasil)             | 44.241         | | [ 74 ] |
|      | Franciane Bayer       | Republicanos               | 40.555         | | [ 74 ] |

### Rondônia
| Nome | Nome                | Partido      | Votos nominais | Nota            | Ref           |
| ---- | ------------------- | ------------ | -------------- | --------------- | ------------- |
|      | Dr. Fernando Máximo | UNIÃO        | 85.604         |                 | [ 78 ]        |
|      | Silvia Cristina     | PP           | 65.012         | Eleita pelo PL  | [ 78 ] [ 79 ] |
|      | Lucio Mosquini      | MDB          | 48.735         |                 | [ 78 ]        |
|      | Maurício Carvalho   | UNIÃO        | 32.637         |                 | [ 78 ]        |
|      | Coronel Chrisóstomo | PL           | 24.406         |                 | [ 78 ]        |
|      | Thiago Flores       | Republicanos | 23.791         | Eleito pelo MDB | [ 78 ] [ 80 ] |
|      | Cristiane Lopes     | UNIÃO        | 22.806         |                 | [ 78 ]        |
|      | Lebrão              | UNIÃO        | 12.607         |                 | [ 78 ]        |

### Roraima
| Nome | Nome                     | Partido      | Votos nominais | Nota                                                         | Ref    |
| ---- | ------------------------ | ------------ | -------------- | ------------------------------------------------------------ | ------ |
|      | Helena Lima              | MDB          | 15.848         |                                                              | [ 81 ] |
|      | Duda Ramos               | MDB          | 14.793         |                                                              | [ 81 ] |
|      | Stélio Dener             | Republicanos | 14.193         |                                                              | [ 81 ] |
|      | Francisco Albuquerque    | Republicanos | 14.193         |                                                              | [ 81 ] |
|      | Antonio Carlos Nicoletti | UNIÃO        | 10.969         |                                                              | [ 81 ] |
|      | Zé Haroldo Cathedral     | PSD          | 10.361         |                                                              | [ 81 ] |
|      | Pastor Diniz             | UNIÃO        | 8.243          |                                                              | [ 81 ] |
|      | Gabriel Mota             | Republicanos | 6.520          | Suplente, assumiu após a renúncia de Jhonatan de Jesus (REP) | [ 82 ] |

### Santa Catarina
| Nome | Nome              | Partido               | Votos nominais | Nota | Ref           |
| ---- | ----------------- | --------------------- | -------------- | --- | ------------- |
|      | Caroline De Toni  | PL                    | 227.632        | | [ 83 ] [ 84 ] |
|      | Pedro Uczai       | PT (FE Brasil)        | 173.531        | Licenciado, foi substituído por Carla Ayres (PT).                                                                     | [ 83 ]        |
|      | Jorge Goetten     | Republicanos          | 159.339        | Eleito pelo PL. Licenciado por 4 meses, foi substituído por Coronel Armando (PP).                                     | [ 83 ] [ 85 ] |
|      | Ana Paula Lima    | PT (FE Brasil)        | 148.781        | | [ 83 ]        |
|      | Julia Zanatta     | PL                    | 111.588        | | [ 83 ]        |
|      | Ismael dos Santos | PSD                   | 110.531        | | [ 83 ]        |
|      | Daniel Freitas    | PL                    | 108.001        | | [ 83 ]        |
|      | Valdir Cobalchini | MDB                   | 98.124         | | [ 83 ]        |
|      | Gilson Marques    | NOVO                  | 87.894         | | [ 83 ]        |
|      | Daniela Reinehr   | PL                    | 84.631         | | [ 83 ]        |
|      | Geovania de Sá    | PSDB (PSDB Cidadania) | 84.454         | Suplente, assumiu em definitivo após a renúncia de Carmen Zanotto, eleita prefeita de Lages.                          | [ 83 ]        |
|      | Carlos Chiodini   | MDB                   | 80.089         | Assumiu a Secretaria de Agricultura e Pecuária de Santa Catarina, sendo substituído por Luiz Fernando Vampiro (MDB).  | [ 83 ]        |
|      | Ricardo Guidi     | PL                    | 74.066         | Assumiu a Secretaria de Meio Ambiente de Santa Catarina, sendo substituído por Darci de Matos (PSD). Eleito pelo PSD. | [ 83 ] [ 86 ] |
|      | Zé Trovão         | PL                    | 71.140         | | [ 83 ]        |
|      | Rafael Pezenti    | MDB                   | 68.208         | | [ 83 ]        |
|      | Fabio Schiochet   | UNIÃO                 | 51.824         | | [ 83 ]        |

### São Paulo
| Nome | Nome                                | Partido                    | Votos nominais | Nota | Ref           |
| ---- | ----------------------------------- | -------------------------- | -------------- | --- | ------------- |
|      | Guilherme Boulos                    | PSOL (PSOL REDE)           | 1.001.472      | | [ 87 ]        |
|      | Carla Zambelli                      | PL                         | 946.244        | Licenciada, foi substuída por Coronel Tadeu (PL). | [ 87 ] [ 88 ] |
|      | Eduardo Bolsonaro                   | PL                         | 741.701        | Licenciado, foi substituído pelo Missionário José Olímpio (PL). | [ 87 ]        |
|      | Ricardo Salles                      | NOVO                       | 640.918        | Eleito pelo PL | [ 87 ]        |
|      | Del. Bruno Lima                     | PP                         | 461.217        | Assumiu a Secretaria Municipal de Inovação e Tecnologia de São Paulo, sendo substituído por Coronel Telhada (PP)                                                          | [ 87 ] [ 89 ] |
|      | Tabata Amaral                       | PSB                        | 337.873        | | [ 87 ]        |
|      | Celso Russomanno                    | Republicanos               | 305.520        | | [ 87 ]        |
|      | Kim Kataguiri                       | UNIÃO                      | 295.460        | | [ 87 ]        |
|      | Erika Hilton                        | PSOL (PSOL REDE)           | 256.903        | | [ 87 ]        |
|      | Delegado Palumbo                    | MDB                        | 254.898        | | [ 87 ]        |
|      | Cap. Guilherme Derrite              | PP                         | 239.772        | Eleito pelo PL. Assumiu a Secretaria Estadual de Segurança Pública de São Paulo, sendo substituído por Adilson Barroso (PL)                                               | [ 87 ]        |
|      | Marina Silva                        | REDE (PSOL REDE)           | 237.526        | Assumiu o Ministério do Meio Ambiente e Mudança do Clima, sendo substituída por Luciene Cavalcante (PSOL)                                                                 | [ 87 ]        |
|      | Baleia Rossi                        | MDB                        | 236.463        | | [ 87 ]        |
|      | Fábio Teruel                        | MDB                        | 235.165        | | [ 87 ]        |
|      | Marcos Pereira                      | Republicanos               | 231.626        | | [ 87 ]        |
|      | Sâmia Bomfim                        | PSOL (PSOL REDE)           | 226.187        | | [ 87 ]        |
|      | Marco Feliciano                     | PL                         | 220.595        | | [ 87 ]        |
|      | Rosângela Moro                      | UNIÃO                      | 217.170        | | [ 87 ]        |
|      | Rosana Valle                        | PL                         | 216.437        | | [ 87 ]        |
|      | Alex Manente                        | Cidadania (PSDB Cidadania) | 196.866        | | [ 87 ]        |
|      | Rui Falcão                          | PT (FE Brasil)             | 193.990        | Licenciado para acompanhar a campanha de Guilherme Boulos à prefeitura de São Paulo, foi substituído por Pedro Tourinho (PT).                                             | [ 87 ]        |
|      | Alexandre Leite                     | UNIÃO                      | 192.806        | | [ 87 ]        |
|      | Márcio Alvino                       | PL                         | 187.314        | | [ 87 ]        |
|      | Delegado da Cunha                   | PP                         | 181.568        | | [ 87 ]        |
|      | Renata Abreu                        | PODE                       | 180.247        | Licenciada, foi substituída por Daniel José (PODE). | [ 87 ]        |
|      | Felipe Becari                       | UNIÃO                      | 178.777        | Assumiu a Secretaria de Esportes da cidade de São Paulo, sendo substituído por Douglas Viegas (UNIÃO).                                                                    | [ 87 ]        |
|      | Paulo Alexandre Barbosa             | PSDB (PSDB Cidadania)      | 170.378        | | [ 87 ]        |
|      | Capitão Augusto                     | PL                         | 168.740        | | [ 87 ]        |
|      | Kiko Celeguim                       | PT (FE Brasil)             | 167.438        | | [ 87 ]        |
|      | Paulo Freire Costa                  | PL                         | 161.675        | | [ 87 ]        |
|      | Jilmar Tatto                        | PT (FE Brasil)             | 157.843        | | [ 87 ] [ 91 ] |
|      | Sônia Guajajara                     | PSOL (PSOL REDE)           | 156.966        | Assumiu o Ministério dos Povos Indígenas, sendo substituída por Ivan Valente (PSOL)                                                                                       | [ 87 ]        |
|      | Luiz Marinho                        | PT (FE Brasil)             | 156.202        | Assumiu o Ministério do Trabalho e Emprego, sendo substituído por Orlando Silva (PCdoB)                                                                                   | [ 87 ]        |
|      | Jefferson Campos                    | PL                         | 155.336        | | [ 87 ]        |
|      | Nilto Tatto                         | PT (FE Brasil)             | 151.861        | | [ 87 ]        |
|      | Carlos Zarattini                    | PT (FE Brasil)             | 147.349        | | [ 87 ]        |
|      | Arlindo Chinaglia                   | PT (FE Brasil)             | 144.108        | | [ 87 ]        |
|      | Cezinha de Madureira                | PSD                        | 143.434        | | [ 87 ]        |
|      | Bruno Ganem                         | PODE                       | 141.595        | | [ 87 ]        |
|      | Alexandre Padilha                   | PT (FE Brasil)             | 140.037        | Assumiu a Secretaria de Relações Institucionais entre janeiro de 2023 e março de 2025, quando foi empossado no Ministério da Saúde, sendo substituído por Alfredinho (PT) | [ 87 ]        |
|      | Alencar Santana                     | PT (FE Brasil)             | 139.223        | | [ 87 ]        |
|      | Maurício Neves                      | PP                         | 129.731        | | [ 87 ]        |
|      | Juliana Cardoso                     | PT (FE Brasil)             | 125.517        | | [ 87 ]        |
|      | Paulo Teixeira                      | PT (FE Brasil)             | 122.800        | Assumiu o Ministério do Desenvolvimento Agrário e Agricultura Familiar, sendo substituído por Vicentinho (PT)                                                             | [ 87 ]        |
|      | Mário Frias                         | PL                         | 122.564        | | [ 87 ]        |
|      | Luiza Erundina                      | PSOL (PSOL REDE)           | 113.983        | | [ 87 ]        |
|      | Arnaldo Jardim                      | Cidadania (PSDB Cidadania) | 113.462        | | [ 87 ]        |
|      | Vinicius Carvalho                   | Republicanos               | 113.009        | | [ 87 ]        |
|      | Adriana Ventura                     | NOVO                       | 109.474        | | [ 87 ]        |
|      | Rodrigo Gambale                     | PODE                       | 108.209        | | [ 87 ]        |
|      | Miguel Lombardi                     | PL                         | 107.869        | | [ 87 ]        |
|      | Vitor Lippi                         | PSDB (PSDB Cidadania)      | 106.661        | | [ 87 ]        |
|      | Luiz Carlos Motta                   | PL                         | 104.701        | | [ 87 ]        |
|      | Milton Vieira                       | Republicanos               | 98.557         | Assumiu a Secretária Municipal de Habitação de São Paulo, sendo substituído por Ely Santos (Republicanos)                                                                 | [ 87 ]        |
|      | Carlos Sampaio                      | PSD                        | 98.102         | Eleito pelo PSDB (PSDB Cidadania) | [ 87 ] [ 92 ] |
|      | Simone Marquetto                    | MDB                        | 97.730         | | [ 87 ]        |
|      | Gilberto Nascimento                 | PSD                        | 95.077         | Eleito pelo PSC | [ 87 ]        |
|      | Maria Rosas                         | Republicanos               | 94.787         | | [ 87 ]        |
|      | David Soares                        | UNIÃO                      | 93.831         | | [ 87 ]        |
|      | Fernando Marangoni                  | UNIÃO                      | 89.390         | | [ 87 ]        |
|      | Jonas Donizette                     | PSB                        | 84.044         | | [ 87 ]        |
|      | Saulo Pedroso                       | PSD                        | 80.186         | Suplente, assumiu após a renúncia de Marco Bertaiolli (PSD) | [ 87 ]        |
|      | João Cury Neto                      | MDB                        | 80.085         | Suplente, assumiu após a renúncia de Alberto Mourão (MDB), eleito prefeito de Praia Grande.                                                                               | [ 87 ]        |
|      | Luiz Philippe de Orléans e Bragança | PL                         | 79.210         | | [ 87 ]        |
|      | Antonio Carlos Rodrigues            | Sem partido                | 73.054         | Eleito pelo PL. | [ 87 ] [ 5 ]  |
|      | Fausto Pinato                       | PP                         | 72.169         | | [ 87 ]        |
|      | Del. Paulo Bilynskyj                | PL                         | 72.156         | | [ 87 ]        |
|      | Tiririca                            | PL                         | 71.754         | | [ 87 ]        |
|      | Ribamar Antônio da Silva            | PSD                        | 65.219         | Suplente, assumiu após a renúncia de Ricardo Silva (PSD), eleito prefeito de Ribeirão Preto.                                                                              | [ 87 ]        |
|      | Paulinho da Força                   | Solidariedade              | 64.137         | Suplente, assumiu após a cassação de Marcelo Lima (PSB). Licenciado, foi substituído por Loreny Caetano (Solidariedade).                                                  | [ 87 ]        |

### Sergipe
| Nome | Nome                  | Partido        | Votos nominais | Nota | Ref           |
| ---- | --------------------- | -------------- | -------------- | --- | ------------- |
|      | Yandra Moura          | UNIÃO          | 131.471        | Licenciada para disputar a prefeitura de Aracaju, foi substituída por Fábio Henrique (UNIÃO).                        | [ 94 ]        |
|      | Ícaro de Valmir       | PL             | 75.912         | Licenciado para acompanhar as eleições municipais, foi substituído por Bosco Costa (PL).                             | [ 94 ]        |
|      | Fábio Reis            | PSD            | 75.848         | Assumiu a Secretaria de Representação do Governo de Sergipe em Brasília, sendo substituído por Nitinho Vitale (PSD). | [ 94 ] [ 95 ] |
|      | Gustinho Ribeiro      | Republicanos   | 71.831         | | [ 94 ]        |
|      | João Daniel           | PT (FE Brasil) | 68.969         | | [ 94 ] [ 96 ] |
|      | Rodrigo Valadares     | UNIÃO          | 49.696         | | [ 94 ]        |
|      | Thiago de Joaldo      | PP             | 45.698         | Licenciado, foi substituído por Capitão Samuel (PP).                                                                 | [ 94 ]        |
|      | Del. Katarina Feitoza | PSD            | 38.135         | | [ 94 ]        |

### Tocantins
| Nome | Nome                | Partido      | Votos nominais | Nota | Ref           |
| ---- | ------------------- | ------------ | -------------- | --- | ------------- |
|      | Toinho Andrade      | Republicanos | 63.813         | | [ 97 ]        |
|      | Vicentinho Júnior   | PP           | 55.292         | Assumiu a Secretaria Extraordinária de Ações Estratégicas do Tocantins, sendo substituído por Júlio Oliveira (PP). | [ 97 ] [ 98 ] |
|      | Alexandre Guimarães | MDB          | 54.703         | Eleito pelo Republicanos                                                                                           | [ 97 ] [ 99 ] |
|      | Carlos Gaguim       | UNIÃO        | 52.203         | | [ 97 ]        |
|      | Ricardo Ayres       | Republicanos | 45.880         | | [ 97 ]        |
|      | Filipe Martins      | PL           | 36.293         | | [ 97 ]        |
|      | Eli Borges          | PL           | 35.171         | Licenciado, foi substituído por Pedro Júnior (PL).                                                                 | [ 97 ]        |
|      | Lázaro Botelho      | PP           | 13.668         | | [ 97 ]        |

## Renúncias
| Nome | Nome              | Partido                              | UF                  | Votos nominais | Data                  | Motivo                                                           | Efetivado                      | Ref.    |
| ---- | ----------------- | ------------------------------------ | ------------------- | -------------- | --------------------- | ---------------------------------------------------------------- | ------------------------------ | ------- |
|      | Rejane Dias       | PT (FE Brasil)                       | Piauí               | 125.774        | 12 de janeiro de 2023 | Eleita conselheira do Tribunal de Contas do Estado do Piauí.     | Merlong Solano (PT)            | [ 65 ]  |
|      | Jhonatan de Jesus | Republicanos                         | Roraima             | 19.881         | 8 de março de 2023    | Eleito ministro do Tribunal de Contas da União.                  | Gabriel Mota (Republicanos)    | [ 82 ]  |
|      | Enio Verri        | PT (FE Brasil)                       | Paraná              | 95.172         | 14 de março de 2023   | Assumiu a diretoria-geral da Itaipu Binacional                   | Elton Welter (PT)              | [ 59 ]  |
|      | Marco Bertaiolli  | PSD                                  | São Paulo           | 157.552        | 3 de outubro de 2023  | Eleito conselheiro do Tribunal de Contas do Estado de São Paulo. | Saulo Pedroso (PSD)            | [ 91 ]  |
|      | Gerlen Diniz      | PP                                   | Acre                | 19.560         | 1⁰ de janeiro de 2025 | Assumiu a prefeitura de Sena Madureira.                          | José Adriano (PP)              | [ 101 ] |
|      | Abilio Brunini    | PL                                   | Mato Grosso         | 87.182         | 1⁰ de janeiro de 2025 | Assumiu a prefeitura de Cuiabá.                                  | Rodrigo da Zaeli (PL)          | [ 101 ] |
|      | Washington Quaquá | PT (FE Brasil)                       | Rio de Janeiro      | 113.282        | 1⁰ de janeiro de 2025 | Assumiu a prefeitura de Maricá.                                  | Enfermeira Rejane (PCdoB)      | [ 101 ] |
|      | Paulinho Freire   | UNIÃO                                | Rio Grande do Norte | 77.906         | 1⁰ de janeiro de 2025 | Assumiu a prefeitura de Natal.                                   | Carla Dickson (UNIÃO)          | [ 101 ] |
|      | Carmen Zanotto    | Cidadania (Federação PSDB Cidadania) | Santa Catarina      | 130.138        | 1⁰ de janeiro de 2025 | Assumiu a prefeitura de Lages.                                   | Geovania de Sá (PSDB)          | [ 101 ] |
|      | Ricardo Silva     | PSD                                  | São Paulo           | 133.936        | 1⁰ de janeiro de 2025 | Assumiu a prefeitura de Ribeirão Preto.                          | Ribamar Antônio da Silva (PSD) | [ 101 ] |
|      | Alberto Mourão    | MDB                                  | São Paulo           | 114.234        | 1⁰ de janeiro de 2025 | Assumiu a prefeitura de Praia Grande.                            | João Cury Neto (MDB)           | [ 101 ] |

## Suplentes que assumiram durante a legislatura
Listados em ordem alfabética:
| Nome                                             | Nome                      | Partido               | UF                        | Votos nominais                     | Período                                           | Titular                            | Ref.            |
| ------------------------------------------------ | ------------------------- | --------------------- | ------------------------- | ---------------------------------- | ------------------------------------------------- | ---------------------------------- | --------------- |
|                                                  | Adilson Barroso           | PL                    | São Paulo                 | 62.445                             | 1.º de fevereiro de 2023 — presente               | Capitão Derrite (PL)               | [ 102 ]         |
|                                                  | Alfredinho                | PT (FE Brasil)        | São Paulo                 | 97.063                             | 1.º de fevereiro de 2023 — presente               | Alexandre Padilha (PT)             | [ 103 ]         |
|                                                  | Allan Garcês              | PP                    | Maranhão                  | 18.114                             | 13 de setembro de 2023 — presente                 | André Fufuca (PP)                  | [ 104 ]         |
|                                                  | Bosco Costa               | PL                    | Sergipe                   | 29.651                             | 8 de julho de 2024 — 4 de novembro de 2024        | Ícaro de Valmir (PL)               |                 |
|                                                  | Caio Vianna               | PSD                   | Rio de Janeiro            | 36.785                             | 23 de maio de 2023 — 1 de abril de 2024           | Daniel Soranz (PSD)                | [ 70 ]          |
|                                                  | Capitão Samuel            | PP                    | Sergipe                   | 38.151                             | 18 de junho de 2024 — 13 de outubro de 2024       | Thiago de Joaldo (PP)              |                 |
|                                                  | Charles Fernandes         | PSD                   | Bahia                     | 99.815                             | 1.º de fevereiro de 2023 — presente               | Sérgio Brito (PSD)                 | [ 105 ]         |
|                                                  | Carla Ayres               | PT (FE Brasil)        | Santa Catarina            | 39.609                             | 26 de junho de 2024 — 17 de outubro de 2024       | Pedro Uczai (PT)                   | [ 106 ]         |
|                                                  | Carla Dickson             | UNIÃO                 | Rio Grande do Norte       | 43.191                             | 1° de janeiro de 2025 — presente                  | Paulinho Freire (UNIÃO)            | [ 73 ]          |
|                                                  | Coronel Armando           | PP                    | Santa Catarina            | 55.924                             | 25 de abril de 2025 — presente                    | Jorge Goetten (Republicanos)       | [ 107 ]         |
|                                                  | Coronel Tadeu             | PL                    | São Paulo                 | 61.546                             | 5 de junho de 2025 — presente                     | Carla Zambelli (PL)                | [ 88 ]          |
|                                                  | Coronel Telhada           | PP                    | São Paulo                 | 69.945                             | 8 de fevereiro de 2023 — presente                 | Delegado Bruno Lima (PP)           | [ 89 ] [ 108 ]  |
|                                                  | Daniel José               | PODE                  | São Paulo                 | 38.090                             | 11 de junho de 2024 — 9 de outubro de 2024        | Renata Abreu (PODE)                |                 |
|                                                  | Darci de Matos            | PSD                   | Santa Catarina            | 57.565                             | 1.º de agosto de 2023 — 2 de novembro de 2024     | Ricardo Guidi (PSD)                | [ 109 ]         |
|                                                  | Délio Pinheiro            | PDT                   | Minas Gerais              | 56.891                             | 9 de abril de 2024 — 7 de agosto de 2024          | Mário Heringer (PDT)               | [ 110 ]         |
|                                                  | Douglas Viegas            | UNIÃO                 | São Paulo                 | 76.149                             | 22 de dezembro de 2023 — presente                 | Felipe Becari (UNIÃO)              | [ 90 ]          |
|                                                  | Dr. Benjamim              | UNIÃO                 | Maranhão                  | 22.640                             | 1.º de fevereiro de 2023 — 31 de dezembro de 2024 | Juscelino Filho (UNIÃO)            | [ 103 ]         |
|                                                  | Dr. Flávio                | PL                    | Rio de Janeiro            | 46.636                             | 7 de maio de 2024 — 4 de setembro de 2024         | Carlos Jordy (PL)                  |                 |
|                                                  | Dr. Gonçalo               | PODE                  | Maranhão                  | 58.107                             | 2 de julho de 2024 — 30 de outubro de 2024        | Fábio Macedo (PODE)                |                 |
|                                                  | Dr. Remy Soares           | PP                    | Maranhão                  | 7.270                              | 7 de maio de 2024 — 4 de setembro de 2024         | Amanda Gentil (PP)                 | [ 111 ]         |
|                                                  | Duarte Gonçalves Jr.      | Republicanos          | Minas Gerais              | 40.826                             | 27 de fevereiro de 2024 — 22 de junho de 2024     | Euclydes Pettersen (Republicanos)  | [ 112 ]         |
| Kátia Dias                                       | Republicanos              | Minas Gerais          | 32.713                    | 27 de fevereiro de 2025 — presente | [ 113 ]                                           | Euclydes Pettersen (Republicanos)  |                 |
|                                                  | Eliane Braz               | PSD                   | Ceará                     | 65.958                             | 22 de agosto de 2023 — 14 de novembro de 2023     | Célio Studart (PSD)                | [ 114 ]         |
|                                                  | Elisângela Araújo         | PT (FE Brasil)        | Bahia                     | 73.138                             | 24 de julho de 2024 — 20 de novembro de 2024      | Zé Neto (PT)                       | [ 115 ]         |
|                                                  | Eliza Virgínia            | PP                    | Paraíba                   | 35.838                             | 2 de julho de 2024 — 31 de outubro de 2024        | Mersinho Lucena (PP)               | [ 116 ]         |
|                                                  | Ely Santos                | Republicanos          | São Paulo                 | 93.305                             | 25 de junho de 2023 — presente                    | Milton Vieira (Republicanos)       | [ 117 ]         |
|                                                  | Enfermeira Ana Paula      | PDT                   | Ceará                     | 49.411                             | 31 de maio de 2023 — 1 de outubro de 2023         | Eduardo Bismarck (PDT)             | [ 118 ]         |
|                                                  | Fábio Henrique            | UNIÃO                 | Sergipe                   | 28.171                             | 9 de julho de 2024 — 3 de novembro de 2024        | Yandra Moura (UNIÃO)               |                 |
|                                                  | Fábio Rueda               | UNIÃO                 | Acre                      | 12.608                             | 14 de dezembro de 2023 — 12 de abril de 2024      | Dr. Eduardo Velloso (UNIÃO)        | [ 119 ]         |
|                                                  | Felipe Saliba             | PRD                   | Minas Gerais              | 33.613                             | 12 de dezembro de 2023 — 12 de abril de 2024      | Fred Costa (PRD)                   | [ 120 ]         |
|                                                  | Flavinha Rodrigues        | MDB                   | Mato Grosso               | 17.400                             | 30 de maio de 2023 — 29 de setembro de 2023       | Juarez Costa (MDB)                 | [ 39 ]          |
|                                                  | Geovania de Sá            | PSDB (PSDB Cidadania) | Santa Catarina            | 84.454                             | 1.º de fevereiro de 2023 — 5 de junho de 2024     | Carmen Zanotto (Cidadania)         | [ 121 ]         |
|                                                  | Gisela Simona             | UNIÃO                 | Mato Grosso               | 28.897                             | 7 de julho de 2023 — presente                     | Fábio Garcia (UNIÃO)               | [ 38 ]          |
|                                                  | Gláucia Santiago          | PL                    | Minas Gerais              | 11.297                             | 9 de julho de 2024 — 8 de novembro de 2024        | Cabo Junio Amaral (PL)             |                 |
|                                                  | Hélio Leite               | UNIÃO                 | Pará                      | 97.767                             | 25 de julho de 2023 — 31 de dezembro de 2024      | Celso Sabino (UNIÃO)               | [ 53 ]          |
|                                                  | Henrique Júnior           | PL                    | Maranhão                  | 19.450                             | 6 de dezembro de 2023 — 4 de abril de 2024        | Pastor Gildenemyr (PL)             | [ 122 ]         |
|                                                  | Hildo do Candango         | Republicanos          | Goiás                     | 45.418                             | 13 de dezembro de 2023 — 11 de abril de 2024      | Jeferson Rodrigues (Republicanos)  |                 |
|                                                  | Hildo Rocha               | MDB                   | Maranhão                  | 96.281                             | 7 de maio de 2024 — 4 de setembro de 2024         | Roseana Sarney (MDB)               |                 |
|                                                  | Ivan Valente              | PSOL (PSOL REDE)      | São Paulo                 | 44.424                             | 1.º de fevereiro de 2023 — presente               | Sônia Guajajara (PSOL)             | [ 103 ]         |
|                                                  | Jones Moura               | PSD                   | Rio de Janeiro            | 32.073                             | 24 de maio de 2023 — 30 de janeiro de 2024        | Hugo Leal (PSD)                    | [ 123 ]         |
|                                                  | Josias Gomes              | PT (FE Brasil)        | Bahia                     | 90.131                             | 1.º de fevereiro de 2023 — presente               | Afonso Florence (PT)               | [ 124 ]         |
|                                                  | Juliana Kolankiewicz      | MDB                   | Mato Grosso               | 16.385                             | 27 de maio de 2024 — 27 de setembro de 2024       | Juarez Costa (MDB)                 | [ 125 ]         |
|                                                  | Júlio Oliveira            | PP                    | Tocantins                 | 5.409                              | 22 de maio de 2024 — 10 de outubro de 2024        | Vicentinho Júnior (PP)             | [ 126 ]         |
|                                                  | Lenir de Assis            | PT (FE Brasil)        | Paraná                    | 17.103                             | 10 de março de 2025 — presente                    | Gleisi Hoffmann (PT)               | [ 127 ]         |
|                                                  | Leonardo Gadelha          | PODE                  | Paraíba                   | 65.573                             | 18 de junho de 2024 — 16 de outubro de 2024       | Ruy Carneiro (PODE)                |                 |
|                                                  | Leônidas Cristino         | PDT                   | Ceará                     | 74.866                             | 1.º de fevereiro de 2023 — 21 de junho de 2024    | Robério Monteiro (PDT)             | [ 128 ]         |
|                                                  | Loreny Caetano            | Solidariedade         | São Paulo                 | 29.703                             | 9 de abril de 2024 — 28 de julho de 2024          | Paulinho da Força (Solidariedade)  | [ 129 ]         |
|                                                  | Luciano Alves             | PSD                   | Paraná                    | 24.865                             | 19 de abril de 2023 — 6 de junho de 2024          | Sandro Alex (PSD)                  | [ 130 ] [ 131 ] |
|                                                  | Luciano Azevedo           | PSD                   | Rio Grande do Sul         | 77.249                             | 1.º de fevereiro de 2023 — 17 de outubro de 2024  | Danrlei (PSD)                      | [ 132 ]         |
|                                                  | Luciano Galego            | PL                    | Maranhão                  | 20.643                             | 6 de dezembro de 2023 — 4 de abril de 2024        | Júnior Lourenço (PL)               | [ 133 ]         |
|                                                  | Luciene Cavalcante        | PSOL (PSOL REDE)      | São Paulo                 | 49.131                             | 1.º de fevereiro de 2023 — presente               | Marina Silva (REDE)                | [ 103 ]         |
|                                                  | Lucyana Genésio           | PDT                   | Maranhão                  | 36.991                             | 18 de junho de 2024 — 16 de outubro de 2024       | Márcio Honaiser (PDT)              |                 |
|                                                  | Luiz Antônio Corrêa       | PP                    | Rio de Janeiro            | 43.937                             | 15 de fevereiro de 2023 — 12 de setembro de 2023  | Doutor Luizinho (PP)               | [ 134 ] [ 135 ] |
|                                                  | Luiz Fernando Vampiro     | MDB                   | Santa Catarina            | 59.043                             | 9 de julho de 2024 — presente                     | Carlos Chiodini (MDB)              | [ 136 ]         |
|                                                  | Luis Carlos Gomes         | Republicanos          | Rio de Janeiro            | 57.670                             | 8 de fevereiro de 2023 — presente                 | Rosângela Gomes (Republicanos)     | [ 134 ] [ 137 ] |
|                                                  | Marcelo Calero            | PSD                   | Rio de Janeiro            | 47.394                             | 1 de abril de 2024 — presente                     | Daniel Soranz (PSD)                | [ 67 ]          |
|                                                  | Márcio Corrêa             | MDB                   | Goiás                     | 59.829                             | 8 de agosto de 2023 — 6 de dezembro de 2023       | Célio Silveira (MDB)               | [ 138 ]         |
|                                                  | Marco Brasil              | PP                    | Paraná                    | 50.538                             | 7 de fevereiro de 2023 — presente                 | Ricardo Barros (PP)                | [ 139 ] [ 140 ] |
|                                                  | Mariana Carvalho          | Republicanos          | Maranhão                  | 46.955                             | 30 de novembro de 2023 — 30 de março de 2024      | Aluísio Mendes (Republicanos)      | [ 141 ]         |
|                                                  | Mayra Pinheiro            | PL                    | Ceará                     | 71.214                             | 16 de setembro de 2024 — 18 de janeiro de 2025    | André Fernandes (PL)               | [ 142 ]         |
|                                                  | Michele Collins           | PP                    | Pernambuco                | 39.296                             | 3 de julho de 2024 — 1 de novembro de 2024        | Clarissa Tércio (PP)               |                 |
|                                                  | Missionário José Olímpio  | PL                    | São Paulo                 | 61.938                             | 21 de março de 2025 — presente                    | Eduardo Bolsonaro (PL)             | [ 143 ]         |
|                                                  | Naumi Amorim              | PSD                   | Ceará                     | 34.214                             | 12 de março de 2024 — 27 de março de 2024         | Célio Studart (PSD)                |                 |
|                                                  | Nelinho Freitas           | MDB                   | Ceará                     | 38.820                             | 16 de junho de 2025 — presente                    | Eunício Oliveira (MDB)             | [ 144 ]         |
|                                                  | Newton Bonin              | UNIÃO                 | Paraná                    | 53.650                             | 28 de agosto de 2024 — 26 de dezembro de 2024     | Geraldo Mendes (UNIÃO)             | [ 145 ]         |
|                                                  | Nitinho Vitale            | PSD                   | Sergipe                   | 26.696                             | 6 de fevereiro de 2024 — presente                 | Fábio Reis (PSD)                   | [ 146 ]         |
|                                                  | Orlando Silva             | PCdoB (FE Brasil)     | São Paulo                 | 108.059                            | 1.º de fevereiro de 2023 — presente               | Luiz Marinho (PT)                  | [ 103 ]         |
|                                                  | Ossesio Silva             | Republicanos          | Pernambuco                | 72.164                             | 13 de setembro de 2023 — presente                 | Silvio Costa Filho (Republicanos)  | [ 104 ]         |
|                                                  | Pauderney Avelino         | UNIÃO                 | Amazonas                  | 52.014                             | 22 de janeiro de 2024 — presente                  | Fausto Junior (UNIÃO)              | [ 147 ]         |
|                                                  | Paulo Marinho Júnior      | PL                    | Maranhão                  | 22.033                             | 5 de dezembro de 2023 — 5 de abril de 2024        | Josimar Maranhãozinho (PL)         | [ 148 ]         |
|                                                  | Pedro Júnior              | PL                    | Tocantins                 | 8.194                              | 20 de junho de 2024 — 18 de outubro de 2024       | Eli Borges (PL)                    |                 |
|                                                  | Pedro Tourinho            | PT (FE Brasil)        | São Paulo                 | 74.729                             | 8 de julho de 2024 — 2 de novembro de 2024        | Rui Falcão (PT)                    | [ 149 ]         |
|                                                  | Priscila Costa            | PL                    | Ceará                     | 74.773                             | 30 de junho de 2023 — 27 de outubro de 2023       | Yury do Paredão (PL)               | [ 150 ]         |
|                                                  | Professor Paulo Fernando  | Republicanos          | Distrito Federal (Brasil) | 15.992                             | 7 de março de 2023 — presente                     | Julio César Ribeiro (Republicanos) | [ 151 ] [ 152 ] |
|                                                  | Raniery Paulino           | Republicanos          | Paraíba                   | 33.550                             | 4 de janeiro de 2024 — 9 de maio de 2024          | Wilson Santiago (Republicanos)     | [ 153 ]         |
|                                                  | Reginete Bispo            | PT (FE Brasil)        | Rio Grande do Sul         | 19.728                             | 1.º de fevereiro de 2023 — 14 de janeiro de 2025  | Paulo Pimenta (PT)                 | [ 103 ]         |
|                                                  | Reinhold Stephanes Junior | PSD                   | Paraná                    | 34.001                             | 12 de abril de 2023 — presente                    | Leandre Dal Ponte (PSD)            | [ 154 ] [ 155 ] |
|                                                  | Renan Ferreirinha         | PSD                   | Rio de Janeiro            | 40.540                             | 23 de maio de 2023 — 24 de maio de 2023           | Hugo Leal (PSD)                    | [ 67 ]          |
|                                                  | Ricardo Abrão             | UNIÃO                 | Rio de Janeiro            | 43.219                             | 1.º de fevereiro de 2023 — 17 de julho de 2023    | Daniela Carneiro (UNIÃO)           | [ 156 ] [ 103 ] |
| 3 de outubro de 2023 — 21 de novembro de 2023    | Ricardo Abrão             | UNIÃO                 | Rio de Janeiro            | 43.219                             | Chiquinho Brazão (Sem partido)                    | [ 156 ]                            |                 |
| 23 de novembro de 2023 — 1º de fevereiro de 2024 | Ricardo Abrão             | UNIÃO                 | Rio de Janeiro            | 43.219                             | Chiquinho Brazão (Sem partido)                    | [ 156 ]                            |                 |
|                                                  | Rodrigo Estacho           | PSD                   | Paraná                    | 47.015                             | 15 de fevereiro de 2023 — presente                | Beto Preto (PSD)                   | [ 139 ] [ 157 ] |
|                                                  | Ronaldo Nogueira          | Republicanos          | Rio Grande do Sul         | 37.932                             | 27 de novembro de 2023 — presente                 | Carlos Gomes (Republicanos)        | [ 158 ]         |
|                                                  | Samuel Santos             | PODE                  | Goiás                     | 25.331                             | 5 de agosto de 2025 — presente                    | Glaustin Fokus (PODE)              | [ 159 ]         |
|                                                  | Silvio Antônio            | PL                    | Maranhão                  | 25.150                             | 5 de dezembro de 2023 — 6 de abril de 2024        | Detinha (PL)                       | [ 156 ] [ 103 ] |
|                                                  | Tadeu Oliveira            | PL                    | Ceará                     | 41.093                             | 23 de setembro de 2024 — 10 de janeiro de 2025    | Júnior Mano (PL)                   | [ 160 ]         |
|                                                  | Ulisses Guimarães         | MDB                   | Minas Gerais              | 27.101                             | 12 de março de 2024 — 6 de julho de 2024          | Newton Cardoso Júnior (MDB)        | [ 161 ]         |
|                                                  | Vicentinho                | PT (FE Brasil)        | São Paulo                 | 82.912                             | 1.º de fevereiro de 2023 — presente               | Paulo Teixeira (PT)                | [ 103 ]         |
|                                                  | Wolmer Araújo             | Solidariedade         | Maranhão                  | 43.249                             | 19 de dezembro de 2023 — 19 de abril de 2024      | Júnior Marreca Filho (PRD)         | [ 162 ] [ 163 ] |

## Cassações
| Nome | Nome             | Partido     | UF             | Votos nominais | Data                  | Motivo | Efetivado                         | Ref.    |
| ---- | ---------------- | ----------- | -------------- | -------------- | --------------------- | --- | --------------------------------- | ------- |
|      | Deltan Dallagnol | PODE        | Paraná         | 344.917        | 6 de junho de 2023    | Deputado cassado pelo Tribunal Superior Eleitoral (TSE) em decisão unânime por irregularidades no registro de sua candidatura. Segundo a corte, Dallagnol pediu exoneração de maneira antecipada do cargo de procurador da República para evitar possíveis sanções oriundas de processos administrativos. Tal ação é vedada pela Lei da Ficha Limpa.                           | Luiz Carlos Hauly (PODE)          | [ 164 ] |
|      | Marcelo Lima     | PSB         | São Paulo      | 110.430        | 7 de novembro de 2023 | Deputado cassado pelo Tribunal Superior Eleitoral (TSE) por infidelidade partidária. | Paulinho da Força (Solidariedade) | [ 165 ] |
|      | Chiquinho Brazão | Sem partido | Rio de Janeiro | 77.367         | 24 de abril de 2025   | Deputado cassado pela Mesa Diretora da Câmara por descumprir o artigo 55 da Constituição Federal, que indica a perda de mandato ao parlamentar que não compareça em ao menos um terço das sessões legislativas, salvo se estiver de licença ou em missão oficial. Brazão foi preso em 24 de março de 2024 acusado de ser mandante do assassinato da vereadora Marielle Franco. | Ricardo Abrão (UNIÃO)             | [ 166 ] |

## Retotalização de 2025
A Lei 14.211/2021 estabeleceu uma cláusula de desempenho que restringia a distribuição de vagas nas eleições proporcionais. Pela nova regra, somente partidos que atingissem 80% do quociente eleitoral e candidatos que atingissem 20% deste número poderiam participar da distribuição de vagas na etapa de "sobras", que é realizada após o término da distribuição de vagas pelo quociente partidário.
Em 2022, as Ações Diretas de Inconstitucionalidade (ADIs) número 7228 e 7263 foram protocoladas, questionando a constitucionalidades da nova cláusula de desempenho. Em 2024, o Supremo Tribunal Federal (STF) entendeu que a referida cláusula de desempenho era inconstitucional, possibilitando que todos os partidos participassem da distribuição das "sobras". Esse entendimento afetaria somente as eleições de 2024 e posteriores.
A Rede Sustentabilidade (REDE) apresentou em 2025 um recurso à decisão do STF. Em novo julgamento, o plenário da corte estabeleceu que a decisão deveria ser aplicada de maneira retroativa e atingir as eleições de 2022, pois a cláusula aplicada era inconstitucional.
Com isso, o Tribunal Superior Eleitoral (TSE) determinou que Tribunais Regionais Eleitorais (TRE) realizassem a retotalização dos votos, levando em consideração o novo entendimento do STF sobre a distribuição de vagas, resultando na mudança em sete cadeiras de deputados federais. Seguindo os resultados obtidos com a nova retotalização, em 31 de agosto de 2025 a Câmara dos Deputados declarou a perda dos mandatos dos antigos deputados e no dia 1º de agosto de 2025 empossou os novos mandatários.
| Perderam o mandato | Perderam o mandato | Perderam o mandato | Perderam o mandato | Assumiram o mandato | Assumiram o mandato   | Assumiram o mandato | Assumiram o mandato | UF |                 |
| Nome               | Nome               | Partido            | Votos nominais     | Nome                | Nome                  | Partido             | Votos nominais      | UF | Ref             |
| ------------------ | ------------------ | ------------------ | ------------------ | ------------------- | --------------------- | ------------------- | ------------------- | -- | --------------- |
|                    | Gilvan Maximo      | Republicanos       | 20.923             |                     | Rodrigo Rollemberg    | PSB                 | 51.926              | DF | [ 173 ] [ 174 ] |
|                    | Lázaro Botelho     | PP                 | 13.668             |                     | Tiago Dimas           | Podemos             | 42.970              | TO | [ 173 ]         |
|                    | Lebrão             | UNIÃO              | 12.607             |                     | Rafael Fera           | Podemos             | 24.286              | RO | [ 173 ] [ 175 ] |
|                    | Sonize Barbosa     | PL                 | 9.200              |                     | André Abdon           | PP                  | 11.380              | AP | [ 173 ] [ 176 ] |
|                    | Professora Goreth  | PDT                | 8.409              |                     | Aline Gurgel          | Republicanos        | 13.633              | AP | [ 173 ] [ 176 ] |
|                    | Doutor Pupio       | MDB                | 5.787              |                     | Professora Marcivânia | PCdoB               | 13.245              | AP | [ 173 ] [ 176 ] |
|                    | Sílvia Waiãpi      | PL                 | 5.435              |                     | Paulo Lemos           | PSOL                | 9.240               | AP | [ 173 ] [ 176 ] |

## Mortes
| Nome | Nome          | Partido | UF          | Votos nominais | Data da morte      | Causa da morte | Efetivado           | Ref.           |
| ---- | ------------- | ------- | ----------- | -------------- | ------------------ | -------------- | ------------------- | -------------- |
|      | Amália Barros | PL      | Mato Grosso | 70.294         | 12 de maio de 2024 | Não anunciada  | Nelson Barbudo (PL) | [ 40 ] [ 177 ] |